# XX з'їзд КПРС
Двадцятий з'їзд КПРС — з'їзд КПРС, що відбувся у Москві 14 — 25 лютого 1956. Найбільш відомий засудженням культу особи і, побічно, ідеологічної спадщини Сталіна.

## Загальні відомості
З'їзд відбувся 14—25 лютого 1956 року в Москві.
Було присутньо 1349 делегатів з вирішальним голосом і 81 делегата з дорадчим голосом, що представляли 6 795 896 членів комуністичної партії Радянського Союзу і 419 609 кандидатів в члени партії.
На з'їзді були присутні делегації комуністичних і робочих партій 55 закордонних країн.
Порядок денний:
- Звітна доповідь ЦК КПРС. Доповідач — М. С. Хрущов.
- Звітна доповідь Центральної ревізійної комісії КПРС. Доповідач — П. Г. Москатов.
- Директиви по 6-ому п'ятирічному плану розвитку народного господарства СРСР на 1956 — 1960 роки. Доповідач М. О. Булганін.
- Вибори центральних органів партії. Доповідач — М. С. Хрущов.

## Ідеологія
XX з'їзд зазвичай вважається моментом, що поклав кінець сталінській епосі й що зробив обговорення ряду суспільних питань дещо вільнішим; він знаменував ослаблення ідеологічної цензури в літературі і мистецтві і повернення багатьох раніше заборонених імен. Проте, на ділі, критика Сталіна прозвучала лише на закритому засіданні ЦК КПРС, після закінчення З'їзду (див. нижче).
На з'їзді обговорювалися звіти центральних органів партії й основні параметри 6-го п'ятирічного плану.
З'їзд засудив практику відриву «ідеологічної роботи від практики комуністичного будівництва», «ідеологічного догматизму і начитництва».
Обговорювалося також міжнародне становище, роль соціалізму як світової системи й боротьба його з імперіалізмом, розпад колоніальної системи імперіалізму і становлення нових країн, що розвиваються. У зв'язку з цим був підтверджений ленінський принцип про можливість мирного співіснування держав з різним соціальним ладом.
З'їзд ухвалив рішення про різноманіття форм переходу держав до соціалізму, вказав, що громадянські війни й насильницькі потрясіння не є необхідним етапом шляху до нової суспільної формації. З'їзд відзначив, що «можуть бути створені умови для проведення мирним шляхом корінних політичних і економічних перетворень».
Своєрідною підготовкою до критики Сталіна став виступ на з'їзді А.І. Мікояна, який різко розкритикував сталінський Короткий курс історії ВКП(б), негативно оцінив літературу з історії Жовтневої революції, Громадянської війни та радянської держави.
За свідченням іншого члена сім'ї Мікоянів, — авіаційного конструктора і делегата з'їзду Артема Мікояна, — зал сприйняв виступ промовця негативно.
З'їзд вибрав ЦК КПРС в кількості 133 членів і 122 кандидатів, центральну ревізійну комісію у складі 63 членів.

## Засудження культу Сталіна
Головні події, що зробили з'їзд знаменитим, відбулися в останній день роботи, 25 лютого, на закритому вранішньому засіданні.
Тут все було незвичайно — і час проведення (після пленуму ЦК по обранню керівних органів партії, яким звичайно закривалися партійні форуми), і закритий характер засідання (без присутності запрошених на з'їзд представників закордонних комуністичних партій), і порядок ведення (керувала засіданням Президія ЦК КПРС, а не вибрана делегатами робоча президія). Цього дня М. С. Хрущов виступив із закритою доповіддю «О культе личности и его последствиях», яка була присвячена засудженню культу особи Й. В. Сталіна. У ньому була сказана правда про недавнє минуле країни, з перерахуванням численних фактів злочинів другої половини 1930-х — початку 1950-х, провина за які покладалася на Сталіна. У доповіді була також піднята проблема реабілітації партійних і військових діячів, репресованих при Сталіні.
Як згадував один з очевидців доповіді А. Н. Яковлєв, «в залі стояла глибока тиша. Не чутно було ні скрипу крісел, ні кашлю, ні шепоту. Ніхто не дивився один на одного — чи то від несподіванки що трапилася, чи то від сум'яття і страху. Шок був неймовірно глибоким». Після закінчення виступу голова засідання Н. А. Булганін запропонував дебатів стосовно доповіді не відкривати й питань не ставити.
Делегати прийняли дві ухвали — зі схваленням положень доповіді та про його розсилку партійним організаціям без публікації у відкритому друці.
Незабаром ця доповідь була поширена в партосередках всієї країни, причому на ряду підприємств до його обговорення привертали й безпартійних; частим було також обговорення доповіді Хрущова в осередках ВЛКСМ. Таким чином, «закритість» доповіді була умовною, хоча офіційно вона була опублікована тільки в 1989.
Доповідь привернула величезну увагу у всьому світі; з'явилися її переклади різними мовами, зокрема вони розповсюджувалися в некомуністичних кругах.

## Подальше майбутнє доповіді
- Незабаром з текстом доповіді ознайомили всіх членів партії, а також радянський і комсомольський актив, зачитавши його на закритих партійних зборах.
- У скороченому вигляді доповідь розіслали керівникам комуністичних і робочих партій світу.
- У Польщі з одного з екземплярів тексту співробітниця ЦК ПОРП передала його копію своєму інтимному другу Віктору Граєвському, який за допомогою ізраїльського посольства переправив копію в руки начальника ізраїльської контррозвідки ШАБАК Амоса Манора, звідки доповідь потрапила на Захід.
- У червні 1956 доповідь вперше з'явилася у пресі у США спочатку англійською, а потім російською мовою.
- Тоді ж був підготовлений «пом'якшений» варіант доповіді. Він був оприлюднений як ухвала Президії ЦК КПРС від 30 червня 1956 року під назвою «Про подолання культу особи і його наслідків», в якій задавалися рамки допустимої критики сталінізму.
- У СРСР доповідь вперше була офіційно опублікована в 1989 році.

## Склад керівних органів

### Члени ЦК КПРС
- Авхімович Микола Єфремович
- Алфьоров Павло Микитович
- Андреєв Андрій Андрійович
- Арістов Оверкій Борисович
- Бабаєв Сухан Бабайович
- Байбаков Микола Костянтинович
- Бєляєв Микола Ілліч
- Бенедиктов Іван Олександрович
- Бещев Борис Павлович
- Бобровников Микола Іванович
- Бойцов Іван Павлович
- Брежнєв Дмитро Данилович
- Брежнєв Леонід Ілліч
- Булганін Микола Олександрович
- Ванников Борис Львович
- Василевський Олександр Михайлович
- Волков Олександр Петрович
- Воронов Геннадій Іванович
- Ворошилов Климент Єфремович
- Гайовий Антон Іванович
- Гафуров Бободжан Гафурович
- Горячев Федір Степанович
- Гришин Віктор Васильович
- Гришин Іван Тимофійович
- Громико Андрій Андрійович
- Даніялов Абдурахман Даніялович
- Дементьєв Петро Васильович
- Денисов Георгій Аполінарійович
- Дерюгін Борис Іванович
- Джавахішвілі Гіві Дмитрович
- Доронін Павло Іванович
- Дудоров Микола Павлович
- Єнютін Георгій Васильович
- Єфремов Леонід Миколайович
- Єфремов Михайло Тимофійович
- Жегалін Іван Кузьмич
- Жуков Георгій Костянтинович
- Завенягін Авраамій Павлович
- Задемидко Олександр Миколайович
- Зверєв Арсеній Григорович
- Ігнатов Микола Григорович
- Ігнатов Микола Федорович
- Ігнатьєв Семен Денисович
- Кабанов Іван Григорович
- Каганович Лазар Мойсейович
- Калнберзін Ян Едуардович
- Кальченко Никифор Тимофійович
- Капітонов Іван Васильович
- Кебін Іван Густавович
- Кириленко Андрій Павлович
- Кириченко Олексій Іларіонович
- Кисельов Микола Васильович
- Клименко Василь Костянтинович
- Кобелєв Борис Миколайович
- Ковригіна Марія Дмитрівна
- Козлов Фрол Романович
- Колущинський Євген Петрович
- Конєв Іван Степанович
- Корнійчук Олександр Євдокимович
- Коротченко Дем'ян Сергійович
- Косигін Олексій Миколайович
- Кузнецов Василь Васильович
- Кунаєв Дінмухамед Ахмедович
- Куусінен Отто Вільгельмович
- Кучеренко Володимир Олексійович
- Ларіонов Олексій Миколайович
- Лаптєв Микола Васильович
- Латунов Іван Сергійович
- Лебедєв Іван Кононович
- Лубенников Леонід Гнатович
- Мазуров Кирило Трохимович
- Маленков Георгій Максиміліанович
- Малиновський Родіон Якович
- Малишев В'ячеслав Олександрович
- Марков Василь Сергійович
- Марченко Іван Тихонович
- Мацкевич Володимир Володимирович
- Мжаванадзе Василь Павлович
- Мікоян Анастас Іванович
- Мітін Марк Борисович
- Михайлов Микола Олександрович
- Молотов В'ячеслав Михайлович
- Москаленко Кирило Семенович
- Москвін Василь Арсентійович
- Муратов Зіннят Ібетович
- Мустафаєв Імам Дашдемір огли
- Мухітдінов Нуритдін Акрамович
- Насриддінова Ядгар Садиківна
- Органов Микола Миколайович
- Панкратова Ганна Михайлівна
- Патолічев Микола Семенович
- Пегов Микола Михайлович
- Первухін Михайло Георгійович
- Пєтухов Костянтин Дмитрович
- Писін Костянтин Георгійович
- Підгорний Микола Вікторович
- Полянський Дмитро Степанович
- Пономарьов Борис Миколайович
- Пономаренко Пантелеймон Кіндратович
- Поспєлов Петро Миколайович
- Прокоф'єв Василь Андрійович
- Пузанов Олександр Михайлович
- Рагімов Садих Гаджіяралійович
- Раззаков Ісхак Раззакович
- Румянцев Олексій Матвійович
- Сабуров Максим Захарович
- Сердюк Зиновій Тимофійович
- Сєров Іван Олександрович
- Снечкус Антанас Юозович
- Соколовський Василь Данилович
- Стахурський Михайло Михайлович
- Струєв Олександр Іванович
- Суслов Віктор Максимович
- Суслов Михайло Андрійович
- Тевосян Іван Федорович
- Титов Віталій Миколайович
- Титов Федір Єгорович
- Тихомиров Сергій Михайлович
- Товмасян Сурен Акопович
- Устинов Дмитро Федорович
- Фурцева Катерина Олексіївна
- Хворостухін Олексій Іванович
- Хрунічев Михайло Васильович
- Хрущов Микита Сергійович
- Чернишов Василь Юхимович
- Шверник Микола Михайлович
- Шелєпін Олександр Миколайович
- Шепілов Дмитро Трохимович
- Школьников Олексій Михайлович
- Штиков Терентій Хомич
- Юдін Павло Федорович
- Яковлєв Іван Дмитрович
- Яснов Михайло Олексійович

### Кандидати у члени ЦК КПРС
- Андрєєва Надія Миколаївна
- Баграмян Іван Христофорович
- Бірюзов Сергій Семенович
- Борисов Семен Захарович
- Бубновський Микита Дмитрович
- Будьонний Семен Михайлович
- Бутузов Сергій Михайлович
- Воронов Феодосій Діонісійович
- Ганенко Іван Петрович
- Глєбовський Георгій Миколайович
- Горбатов Олександр Васильович
- Горшков Сергій Георгійович
- Гречко Андрій Антонович
- Гречуха Михайло Сергійович
- Гришин Костянтин Миколайович
- Гришко Григорій Єлисейович
- Громов Євген Іванович
- Гуреєв Микола Михайлович
- Дигай Микола Олександрович
- Євсеєнко Михайло Андріанович
- Єлютін В'ячеслав Петрович
- Єпішев Олексій Олексійович
- Єременко Андрій Іванович
- Жаворонков Василь Гаврилович
- Жигарєв Павло Федорович
- Жимерін Дмитро Георгійович
- Жуков Костянтин Павлович
- Журін Микола Іванович
- Закурдаєв Василь Іванович
- Замчевський Іван Костянтинович
- Зарубін Георгій Миколайович
- Золотухін Григорій Сергійович
- Зорін Валеріан Олександрович
- Зотов Василь Петрович
- Іващенко Ольга Іллівна
- Іслюков Семен Матвійович
- Ішков Олександр Якимович
- Казанець Іван Павлович
- Калмиков Валерій Дмитрович
- Канунніков Михайло Якович
- Карасьов Володимир Якумович
- Климов Олександр Петрович
- Коваль Костянтин Іванович
- Козлов Василь Іванович
- Козлов Олексій Іванович
- Комаров Павло Тимофійович
- Комяхов Василь Григорович
- Константинов Федір Васильович
- Корнієць Леонід Романович
- Косов Василь Володимирович
- Костоусов Анатолій Іванович
- Крахмальов Михайло Костянтинович
- Кумикін Павло Миколайович
- Лаціс Віліс Тенісович
- Ликова Лідія Павлівна
- Лихачов Іван Олексійович
- Лобанов Павло Павлович
- Логинов Савелій Прохорович
- Ломако Петро Фадійович
- Луньов Костянтин Федорович
- Лучинський Олександр Олександрович
- Максарьов Юрій Євгенович
- Малик Яків Олександрович
- Мельников Леонід Георгійович
- Мельников Роман Юхимович
- Меньшиков Михайло Олексійович
- Миларщиков Володимир Павлович
- Мюрісепп Олексій Олександрович
- Найдек Леонтій Іванович
- Недєлін Митрофан Іванович
- Нефьодова Ольга Іванівна
- Нікітін Петро Васильович
- Носенко Іван Сидорович
- Орлов Георгій Михайлович
- Орловський Кирило Прокопович
- Островітянов Костянтин Васильович
- Павлов Дмитро Васильович
- Палецкіс Юстас Ігнович
- Пєтухов Олександр Улянович
- Пилипець Степан Маркович
- Попова Ніна Василівна
- Постовалов Сергій Осипович
- Пчеляков Олександр Павлович
- Райзер Давид Якович
- Рашидов Шараф Рашидович
- Рудаков Олександр Петрович
- Руденко Роман Андрійович
- Рудь Герасим Якович
- Рябиков Василь Михайлович
- Семичастний Володимир Юхимович
- Сєнін Іван Семенович
- Сизов Геннадій Федорович
- Синяговський Петро Юхимович
- Скиданенко Іван Тимофійович
- Скулков Ігор Петрович
- Смирнов Микола Іванович
- Соколов Тихон Іванович
- Соловйов Леонід Миколайович
- Степанов Сергій Олександрович
- Строкін Микола Іванович
- Сурганов Федір Онисимович
- Сурков Олексій Олександрович
- Тарасов Михайло Петрович
- Ташенєв Жумабек Ахметович
- Тимошенко Семен Костянтинович
- Тока Салчак Калбакхорекович
- Трофимов Олександр Степанович
- Туманова Зоя Петрівна
- Тур Іван Петрович
- Фадєєв Олександр Олександрович
- Фірюбін Микола Павлович
- Флорентьєв Леонід Якович
- Хахалов Олександр Уладайович
- Чеплаков Петро Федорович
- Чубінідзе Мирон Дмитрович
- Чуйков Василь Іванович
- Чураєв Віктор Михайлович
- Шашков Зосима Олексійович
- Шереметьєв Олександр Григорович
- Шумаускас Мотеюс Юозович
- Юдін Павло Олександрович
- Юркін Тихон Олександрович

### Члени ЦРК КПРС
- Абабков Тихон Іванович
- Абалін Сергій Михайлович
- Агкацев Володимир Михайлович
- Арушанян Шмавон Мінасович
- Бабич Василь Іванович
- Бойкова Ганна Петрівна
- Виноградов Сергій Олександрович
- Воробйов Георгій Іванович
- Горкін Олександр Федорович
- Громов Григорій Петрович
- Губін Костянтин Олександрович
- Дорошенко Петро Омелянович
- Дубковецький Федір Іванович
- Жуков Юрій Олександрович
- Зімянін Михайло Васильович
- Ібрагімов Мірза Аждар огли
- Ігнатов Степан Андрійович
- Ільїчов Леонід Федорович
- Казьмін Микола Дмитрович
- Каїров Іван Андрійович
- Камалов Сабір Камалович
- Кідін Олександр Миколайович
- Кириллін Володимир Олексійович
- Косяченко Григорій Петрович
- Кочетов Всеволод Онисимович
- Кузнецов Федір Федотович
- Кузьмін Йосип Йосипович
- Кузьмін Микола Михайлович
- Кулатов Турабай
- Лазуренко Михайло Костянтинович
- Лук'янов Володимир Васильович
- Малін Володимир Никифорович
- Малінін Михайло Сергійович
- Мерецков Кирило Панасович
- Миронова Зоя Василівна
- Москатов Петро Георгійович
- Московський Василь Петрович
- Муравйова Нонна Олександрівна
- Овезов Балиш Овезович
- Озолінь Карліс Мартинович
- Орлов Михайло Анатолійович
- Осипов Георгій Іванович
- Ососков Валентин Іванович
- Пальгунов Микола Григорович
- Панюшкін Олександр Семенович
- Подзерко Віктор Андрійович
- Полікарпов Дмитро Олексійович
- Прокконен Павло Степанович
- Прокоф'єв Олександр Андрійович
- Промислов Володимир Федорович
- Пушкін Георгій Максимович
- Рожанчук Микола Михайлович
- Сатюков Павло Олексійович
- Семенов Володимир Семенович
- Симонов Костянтин Михайлович
- Спиридонов Олексій Михайлович
- Суєтін Михайло Сергійович
- Ульджабаєв Турсунбай Ульджабайович
- Чередниченко Євген Трохимович
- Шикін Йосип Васильович
- Щербицький Володимир Васильович
- Юсупов Ісмаїл Абдурасулович
- Яковлєв Олександр Іванович